# 3187 Далянь
3187 Даля́нь (3187 Dalian) — астероїд головного поясу, відкритий 10 жовтня 1977 року.
Тіссеранів параметр щодо Юпітера — 3,600.